# Дармастук, Александр Григорьевич
Александр Григорьевич Дармастук (12 апреля 1946 — 6 июля 2020) — российский хоровой дирижёр, профессор; заслуженный деятель искусств Российской Федерации (1999).

## Биография
Родился и вырос на Урале. В 1964 г. окончил Свердловское музыкальное училище им. П. И. Чайковского. Работал в эстрадных, вокально-инструментальных ансамблях, руководителем музыкальной части драматических театров.
В 1974 г. окончил Уральскую государственную консерваторию им. М. П. Мусоргского.
С 1991 г. руководил Уральским государственным академическим русским народным хором. С 2006 г. — художественный руководитель Академического хора русской песни «Славянские напевы» Российского государственного музыкального телерадиоцентра.
Гастролировал в Китае, Индии, Болгарии, Польше, Японии, США, Южной Корее, Франции, Бельгии, Испании, Чехии.
Входил в жюри ряда фестивалей.
Скончался от рака 6 июля 2020 года в Екатеринбурге. Похоронен на Широкореченском кладбище.

### Семья
Жена — Мария, художественный руководитель детского центра народных искусств при Уральском народном хоре;
- дочь — Анна, солистка Уральского народного хора[4].

## Творчество

### Избранные сочинения
- Сентиментальная провинция (избранные песни и романсы). — Екатеринбург, 2001—2002. — 55 с.[5]

## Награды
- Заслуженный деятель искусств Российской Федерации (1999)[6].